# جاكلين سوزان
جاكلين سوزان (بالإنجليزية: Jacqueline Susann)‏ هي روائية وكاتِبة وممثلة أمريكية، ولدت في 20 أغسطس 1918 بفيلادلفيا في الولايات المتحدة، تعتبر روايتها وادي الدمى من أكثر الكتب مبيعا في تاريخ النشر بالولايات المتحدة، كما أنها إلى جانب روايتيها التاليتين آلة الحب ومرة واحدة لا تكفي احتلت بها صدارة قائمة نيويورك تايمز لأكثر الكتب مبيعا، لتكون بذلك المرأة الأولى التي تحقق ذلك في تاريخ الأدب الأمريكي. توفيت في 21 سبتمبر 1974 بنيويورك في الولايات المتحدة بسبب سرطان الثدي.

## حياتها المبكرة
ولدت جاكلين سوزان يوم 20 أغسطس سنة 1918 في مدينة فيلادلفيا بولاية بنسيلفانيا الأمريكية، وهي الابنة الوحيدة لزوجين يهوديين هما: رسام البورتريه روبرت سوزان، والمعلمة روز جانز. وهي طفلة كانت سوزان تلميذة غافلة ولكنها مبدعة، وفي الصف الخامس سجلت 140 درجة في اختبار الذكاء، وهو أعلى معدل في مدرستها. كانت سوزان الطفلة الوحيدة لوالديها مما أكسبها طموحا كبيرا لحمل اسم العائلة، فقررت أن تكون ممثلة على الرغم من نصيحة أحد معلميها الذي قال عنها: "جاكي يجب أن تكون كاتبة، إنها تخرق جميع القواعد، لكنها تعمل". في عام 1936 بعد تخرجها من مدرسة ويست فيلادلفيا الثانوية غادرت إلى نيويورك لمتابعة مهنة التمثيل. قال لها والدها: "إذا كنتِ ستصبحين ممثلة فكوني ممثلة جيدة.

## مسيرتها المسرحية
في برودواي بنيويورك عام 1937 حصلت جاكلين سوزان على دور صغير في مسرحية بعنوان المرأة، وهي مسرحية كوميدية أخلاقية من تأليف كلير بوث لوس افتتحت في 26 ديسمبر 1936 وقدمت 657 عرضًا. عاودت جاكلين بعد ذلك الظهور في عدة عروض برودواي مثل: فتاة من وايومينغ (1938)، سيداتي العادلات (1941)، Blossom Time أو بيت الثلاث فتيات (1943)، الفوز بالجائزة (1944)، وسيدة تقول نعم (1945) والذي لعبت دور البطولة فيه كارول لانديس. عمل مسرحي واحد شاركت فيه جاكلين سوزان بعد مسرحية «المرأة» ولقي بعض النجاح كان عيون البانجو (1941)، بطولة إيدي كانتور، واستمر تقديمه 126 عرضًا.
حاولت جاكلين أن تنجح في مجال العروض المسرحية والاستعراضية من بوابة التأليف، فتعاونت مع صديقتها الممثلة بياتريس كول لتكتبا مسرحية بعنوان: السيدة سميث المؤقثة، وهي كوميديا عن ممثلة سينمائية عملت مرة واحدة في السينما، يتدخل أزواجها السابقون في مخططها للزواج من رجل ثري. افتتحت المسرحية في 25 ديسمبر 1946 على خشبة مسرح أديلفي في برودواي، من إخراج الممثلة جيسي رويس لانديس وبطولة لوبا مالينا وميشا أور، واستمر تقديمها 37 عرضًا فقط.
بعد أربع سنوات كتبت سوزان وكول مسرحية أخرى كان من المقرر افتتاحها في برودواي مع الممثل الحائز على جائزة الأوسكار حينها جيمس دن، ولأسباب غير واضحة لم يتم إنتاج المسرحية. لتهجر سوزان بعدها المسرح تمثيلا وتأليفا، ولم تعد إليه إلا بشكل عابر بعد عشرين سنة من الغياب عام 1970 إذ شاركت في مسرحية أخرجتها واقتبستها بلانش يوركا عن فيلم امرأة مجنونة من شايو للمخرج جان جيرودو، انتقد كليف بارنز المراجع الفني في صحيفة نيويورك تايمز العرض المسرحي، ومن الممثلين امتدح يوركا وحدها، لكنه ذكر أن «جاكلين سوزان تبدو أجمل بكثير من اللقطات الدعائية على غلاف كتابها التي قد تقودك إلى الإيمان».

## مسيرتها في التلفزيون
من عام 1948 إلى عام 1950 ظهرت جاكلين سوزان في المسلسل الكوميدي The Morey Amsterdam Show الذي تم بثه أولا على شبكة CBS ثم على DuMont، لعبت دور لولا (لاحقًا جاكي) فتاة السجائر في ملهى ليلي بأمستردام. وفي عام 1951 ستقدم جاكلين برنامج الباب المفتوح مع جاكلين سوزان (Jacqueline Susann's Open Door) على قناة DuMont، والذي كان (أي البرنامج) يقدم المساعدة لأشخاص عانوا من صعوبات في العثور على عمل.
في نفس الفترة ظهرت جاكلين في عدة أعمال تلفزية على شبكة قنوات CBS, منها: سلسلة خطر (danger)، واستوديو 1 (Studio One) ومفاجأة (Suspense)... لكنها وجدت نفسها تسقط في النمطية: «لقد تم تمثيلني بالشكل الذي كنت أبدو عليه كامرأة مطلقة ساحرة، تعرضت للطعن أو الخنق».
في صيف 1956 ظهرت في نسخة مستحدثة من برنامج This Is Show Business من إنتاج زوجها، وبث على قناة NBC.
بالإضافة إلى عملها في المسلسلات والبرامج التلفزية، قامت سوزان بالمشاركة في إعلانات تجارية، ففي سنة 1955 صارت متحدثة باسم معهد شيفلي للدانتيل والتطريز على مدار السنوات الست التالية، كما كتبت وأنتجت ولعبت دور البطولة في الإعلانات التجارية التي تم بثها خلال بعض العروض، مثل: New York's local Night Beat مع الممثل مايك والاس، ومقابلة مع مايك والاس على قناة ABC، وعرض The Ben Hecht Show على قناة ABC.
في إحدى الليالي في أوائل الستينيات، عندما كانت جاكلين سوزان تغادر مطعمًا في نيويورك سمعت أحدهم يصرخ «هناك فتاة شيفلي!»، وحينها أدركت سوزان أنهل وبعد خمسة وعشرين عامًا من العمل الشاق قد توجت فقط بالاعتراف بكونها «فتاة شيفلي». بعد هذا الحادث ظهرت سوزان في حلقة واحدة من سلسلة دراما الجريمة مانيكس بتاريخ 29 يناير 1971، لتغادر مجال التمثيل التلفزي.

## مسيرتها الأدبية

### بداية خجولة
بدأت جاكلين أولى محاولاتها الروائية خلال منتصف الخمسينيات من القرن الماضي، حين ألفت رواية خيال علمي وسمتها «صرخة النجوم» (The Stars Scream), إلا أنها لم تعمل على نشرها، ولتصدر بعد وفاتها باسم يارغو (Yargo) في فبراير 1979. بعد تأليفها لهذه الرواية فكرت جاكلين سوزان في أوائل الستينيات أن تؤلف كتابا عن الواقع السيء للأعمال الاستعراضية في أمريكا وانتشار الفساد الأخلاقي وتعاطي المخدرات في الوسط، وقد اختارت له من العناوين الدمى الوردية (The Pink Dolls)، إلا أنها تخلت عن فكرة الكتاب وقررت تحويله إلى رواية.
بدأت جاكلين سوزان طريقها إلى الشهرة الأدبية بنشرها كتاب «كل ليلة يا جوزفين!». ففي عام 1962 وبتشجيع من الملحن بيلي روز زوج صديقتها جويس، بدأت جاكلين تؤلف مجموعة نصوص نثرية على شكل رسائل موجهة لكلبتها جوزفين. تم نشرها يوم 14 نوفمبر 1963، وقد بيعت من الطبعة الرديئة في غلاف من الورق المقوى 35000 نسخة، وبحلول عام 1973 وصلت المبيعات إلى 1.7 مليون نسخة، وحصلت الرسائل الحنونة إلى جوزفين على تقييمات إيجابية من النقاد، كما ظهر الكتاب لفترة وجيزة في قائمة أفضل الكتب مبيعًا لمجلة نيويورك تايم، وبلغ المرتبة الثامنة في ذروة الإقبال على اقتنائه. بعد ذلك قامت سوزان بأول جولة لها للترويج للكتاب، وترافقها كلبتها البودل جوزفين ترتديان ملابس متشابهة، وحتى بعد تحقيقها للنجاحات الكبرى بعد نشر رواياتها التاليات، ظل كتاب «كل ليلة يا جوزفين» هو الأثير والمفضل لدى سوزان من بين مؤلفاتها.

### مرحلة النجاح والشهرة
اتجهت جاكلين سوزان بعد نجاح رسائلها إلى جوزفين إلى التأليف الروائي، فجاءت روايتها الأولى وادي الدمى رائعة وقوية وحققت نجاحا باهرا مباشرة بعد نشرها سنة 1966، وقد استمدت الرواية بعض جاذبيتها من طابعها الرومانسي، وإحالة بعض أحداث وشخصيات الرواية على الواقع، فقد قيل أن شخصيات في الرواية تستند إلى مشاهير من الحياة الواقعية مثل جودي غارلند وإيثيل ميرمان ودين مارتن. وعلى الرغم من أن بابليشرز ويكلي منحت الرواية مراجعة جيدة ووصفتها بأنها «قوية ورائعة في بعض الأحيان»، إلا أن الرواية تلقت نصيبا من المراجعات السلبية، فقد انتقدت غلوريا ستاينم الرواية في صحيفة نيويورك هيرالد تريبيون، وحذا حذوها المراحع الأدبي في صحيفة نيويورك تايمز، وأطلقت عليها مجلة تايم لقب «كتاب الشهر القذر»، وقالت: «يمكن وصفه بدقة أكثر بأنه مهدئ، فعال للغاية، دمية حية».
وعلى الرغم من هذه المراجعات السلبية، تمكنت الرواية في أسبوعها التاسع على قائمة نيويورك تايمز يوم 8 مايو 1966 أن تصل للمرتبة الأولى في القائمة، وظلت بها لمدة 28 أسبوعًا متتاليًا، مع إجمالي 65 أسبوعًا على القائمة. وبنهاية السنة أصبحت الرواية هي الكتاب الأكثر مبيعًا للسنة (1966)، وبحلول وقت وفاة سوزان عام 1974 دخلت الرواية كتاب غينيس للأرقام القياسية كأفضل رواية مبيعًا في تاريخ النشر في الولايات المتحدة بإجمالي أكثر من 17 مليون نسخة، وبحلول عام 2016 كان قد بيع من الرواية أكثر من 31 مليون نسخة.
بعد النجاح التجاري الباهر للرواية، تم تحويلها عام 1967 إلى فيلم سينمائي يحمل نفس العنوان، من إخراج مارك روبسون وتشخيص كل من: باربرا باركنز في دور آن، باتي ديوك في دور نيلي، شارون تايت في دور جينيفر، وسوزان هيوارد في دور هيلين لاوسون أسطورة برودواي القديمة. شاركت جاكلين سوزان في الفيلم بدور مراسلة في مكان انتحار جينيفر نورث.
تلقى فيلم وادي الدمى مراجعات نقدية لاذعة، ومع ذلك حقق نجاحًا تجاريًا كبيرا في شباك التذاكر، حيث حصد ما مجموعه 44.4 مليون دولار، محتلا بذلك الصف السادس كأفضل فيلم من حيث الأرباح سنة 1967.
على نفس المنوال قامت جاكلين بتأليف روايتها الثانية آلة الحب، وفي نفس أجواء الرواية الأولى، قصة حب رومانسية ومصير مأساوي للشخصيات النسائية، وتدور حبكة الرواية في مجال الإعلام والإنتاح التلفزي، مع إحالة على معطيات من الواقع، حيث ورد ان شخصية روبن بطل الرواية مبني شخصية واقعية هو جيمس لي أوبري الرئيس السابق لشبكة سي بي إس.
تم نشر الرواية في 14 مايو 1969 بواسطة دار نشر سايمون وشوستر، وحققت نجاحًا فوريًا، إذ قضت 32 أسبوعًا في قائمة نيويورك تايمز، 13 أسبوعًا منها في المرتبة الأولى. ونجحت أن تكون ثالث أكثر الروايات مبيعًا في عامها.
المراجعات النقدية لم تساير النجاح التجاري للرواية، شبهها أحد المراجعين في صحيفة نيويورك تايمز بـ: «الفشار... نواة فكرة انفجرت في العدم الصغير»، بينما اشتكت مجلة تايمز من أن الكتاب «يفتقر إلى القوة البدائية لرواية وادي الدمى».
بعد هذا النجاح الكبير قامت جاكلين ببيع حقوق الرواية لشركة كولومبيا بيكتشرز مقابل 1.5 مليون دولار، ليتم تحويلها إلى فيلم سنة 1971، من إخراج جاك هالي جونيور، وبطولة: ديان كانون، روبرت ريان، وجون فيليب لاو. وعلى الرغم من حقيقة أن إيرفين مانسفيلد زوج سوزان كان منتجًا تنفيذيا، إلا أن الفيلم كان فاشلا تجاريا ونقديا.
في هذه المرحلة كانت جاكلين سوزان تعاني من مرض سرطان الثدي، إلا أنها استطاعت أن تنشر روايتها الثالثة مرة واحدة لا تكفي عن دار نشر ويليام موروو في 20 مارس 1973، وكما هو الحال مع روايتيها السابقتين كانت المراجعات النقدية سلبية في عمومها، فقد اشتكت كاتبة في صحيفة نيويورك تايمز من «ما يقرب من 500 صفحة رتيبة بشكل ثابت في الكتاب». مع ذلك كان الإقبال التجاري على الرواية كبير، إذ قضت 36 أسبوعا في قائمة نيويورك تايمز، ثمانية أسابيع منها قضتها في الصدارة، واحتلت الصف الثاني كأكثر الروايات مبيعا بنهاية العام.
هذا النجاح جعل من جاكلين سوزان أول كاتبة تحتل المرتبة الأولى في قائمة التايمز بثلاث إصدارات متتالية.
في عام 1975 بعد وفاة سوزان سيتم تحويل الرواية إلى فيلم سينمائي من إخراج غاي غرين، وإيرفين مانسفيلد منتجا منفدا، ومن بطولة: كيرك دوغلاس، ديبورا رافين، ألكسيس سميث، ميلينا ميركوري، وبريندا فاكارو في أداء خول لها الترشح لجائزة الأوسكار. وكأن لعنة ما تطارد أعمال جاكلين سوزان حتى بعد موتها لم يحظ الفيلم بمراجعات نقدية طيبة، إلا أنه نجح تجاريا بشكل باهر حاصدا إجمالي أرباح ناهزت 15.7 مليون دولار (ما يعادل 65.2 مليون دولار في عام 2016).

### أعمال صدرت بعد وفاتها
كان العمل الأخير لجاكلين سوزان عبارة عن رواية بعنوان دولوريس كتبت في الأصل لعدد فبراير 1974 من مجلة منزل السيدات (صار العدد الأكثر مبيعًا في تاريخ المجلة)، وقد تم اقتطاع جزء مهم من مخطوطة سوزان الأصلية والطويلة ليتناسب مع حجم المجلة، ولكن تمت استعادة المادة المقتطعة لنشرها في كتاب في 8 يوليو 1976 عن منشورات ويليام موروو. وعلى الرغم من المراجعات القاسية كالعادة وغياب سوزان (بعد وفاتها) كأداة ترويجية، أمضت الرواية 25 أسبوعًا في قائمة التايمز، وسبعة أسابيع متتالية في المرتبة الثانية، وأصبحت ثالث أكثر الروايات مبيعًا لعام 1976.

## حياتها الشخصية
تزوجت جاكلين سوزان من المراسل الصحفي إيرفين مانسفيلد في 2 أبريل 1939 الذي تمكن من أن يثير إعجابها بوضع بعض المراجعات الإيجابية عنها في صفحات جرائد ومجلات المسرح والمجتمع في صحف نيويورك. وعلى الرغم من الشائعات المستمرة عن الخيانة الزوجية من جانب سوزان، حافظا الزوجان على زواجهما حتى وفاتها في عام 1974.
في 6 ديسمبر 1946 أنجبت سوزان طفلها الوحيد أطلقت عليه اسم جاي، مع إضافة هيلدي إلى اسمه تيمنا باسم عرابة الصبي هيلديغارد. وعند بلوغه سن الثالثة تم تشخيصه طبيا على أنه مصاب بالتوحد الشديد، وفي النهاية كان لا بد من وضعه في مؤسسة رعاية. لم تكشف سوزان وزوجها مانسفيلد عن السبب الحقيقي لغياب ابنهما عن المنزل خوفًا من الأقاويل. يقال أن سوزان ومانسفيلد نادرا ما تغيبتا عن زيارة ابنهما لمدة أسبوع.
في عام 1954 تبنى الزوجان كلب بودل أنثى أطلقا عليها اسم جوزفين تكريما للممثل الكوميدي جو لي لويس. أصبحت جوزفين موضوع أول كتاب منشور لسوزان «كل ليلة يا جوزفين». توفيت جوزفين في 6 يناير 1970، قبل أيام من عيد ميلادها السادس عشر، مما دفع سوزان إلى التفكير في تأليف كتاب آخر عنها بعنوان «ليلة سعيدة يا أميرة حلوة» (Good Night, Sweet Princess)، لكن الموت لم يمهل سوزان لتكتبه.
في عام 1962 كانت سوزان قد بلغت من العمر 44 سنة حين تم تشخيص إصابتها بسرطان الثدي، وخضعت لعملية استئصال الثدي. وخلال فترة النقاهة نذرت أنها إذا حصلت على عشر سنوات أخرى من الحياة فستثبت أنها الكاتبة الأكثر مبيعًا في العالم، فقد شعرت سوزان بالحاجة الملحة لكسب المال في أسرع وقت ممكن لضمان رعاية ابنها بشكل صحيح لبقية حياته.
من جهة أخرى، وبعيدا عن الطابع المأساوي لحياتها تمتعت جاكلين سوزان بالشهرة التي جلبتها كتبها، وواجهت النقد الذي انصب على أعمالها بكثير من السخرية والمرح، وصارت ضيفا مألوفا عند أغلب البرامج الحوارية، وحظيت بمواجهات مسلية وأخرى وقحة على شاشات التلفزيون، فمرة عندما سُئلت عن رأي إيثيل ميرمان في وادي الدمى أجابت سوزان: «لم نتحدث قبل صدور الكتاب، دعنا نقول فقط أننا الآن لا نتحدث بصوت أعلى». ومرة سألها جوني كارسون عن رأيها في فيليب روث ونجاح روايته «شكوى بورتنوي» التي اشتهرت برسوماتها عن العادة السرية، فأجابت: «فيليب روث كاتب جيد، لكنني لا أريد مصافحته».

## وفاتها
عانت جاكلين سوزان من سعال مستمر جعلتها تقلق بشأن جولتها الترويجية القادمة لرواية مرة واحدة لا تكفي، فقامت بزيارة مستشفى الأطباء (Doctors Hospital) بمانهاتن في 11 يناير 1973، وأظهرت نتائج الاختبار وجود آفة عقيدية في رئتها اليمنى. تم نقلها إلى مستشفى جبل سيناء لإجراء المزيد من الاختبارات وأخذ خزعة وتنظير القصبات الهوائية، وفي 18 يناير تم تشخيص إصابتها بسرطان الرئة. بدأت على الفور العلاج بالكوبالت وحقن العلاج الكيميائي اليومية، ووفقا لإيرفين مانسفيلد كان هناك بعض الخلاف بين الأطباء حول ما إذا كانت تعاني من سرطان الثدي أو سرطان الرئة. وعلى الرغم من العلاج المكثف والقاسي انتشر المرض بجسد سوزان، ودخلت المستشفى للمرة الأخيرة في 20 أغسطس 1974 يوم عيد ميلادها السادس والخمسين، وبعد أيام من الدخول والخروج في غيبوبة فارقت الحياة يوم 21 سبتمبر، وكانت كلماتها الأخيرة في حضور زوجها وابنها وأمها: «يا دمية، لنخرج من هنا».

## تأثيرها
استطاعت جاكلين سوزان أن تحدث ثورة في سياسة الترويج للكتب، فمع كونها أول روائية تحمل «اسمًا تجاريًا» يسمح لها ببيع كتبها بشكل مستقل عن التوجيه والتأثير النقدي، قامت بتعاون مع زوجها إيرفين مانسفيلد بالترويج لكتبها، وكان لهما الفضل على نطاق واسع في إنشاء جولة الكتاب في العصر الحديث. قامت بجولات مكثفة لدعم كل كتاب لها، وظهرت في المكتبات وفي عدد لا يحصى من البرامج التلفزيونية والإذاعية، كما نشرت إعلانات عن كتبها على صفحات الترفيه في الصحف الكبرى، واختبر مانسفيلد أغلفة كتبها لترى كيف تظهر على التلفزيون، حتى أنها قدمت القهوة والدونات لسائقي الشاحنات الذين كانوا سيوزعون كتبها. كما اهتمت ببائعي الكتب وأرسلت لهم ملاحظات شكر، واشترت نسخًا من كتبها لموظفي المكتبات، وكانت تقول: «الكتاب الجديد يشبه نوعًا جديدًا من المنظفات، عليك أن تجعل الجمهور يعرف عن وجوده. ما الخطأ في ذلك؟».
قال مايكل كوردا مؤلف كتاب «آلة حب سوزان» سنة 1995: «قبل سوزان لم يكن الناس مهتمين ببيع الكتب بقدر اهتمامهم بنشرها».

## أعمالها الروائية
- كل ليلة يا جوزفين (1963) (ردمك 0-14-303434-0)
- وادي الدمى (1966) (ردمك 0-8021-3519-6)
- آلة الحب (1969) (ردمك 0-8021-3544-7)
- مرة واحدة لا تكفي (1973) (ردمك 0-8021-3545-5)
- دولوريس (1974) (ردمك 0-553-20958-2)
- يارغو (1979) (ردمك 0553128558)

## وصلات خارجية
- جاكلين سوزان على موقع IMDb (الإنجليزية)
- جاكلين سوزان على موقع مونزينجر (الألمانية)
- جاكلين سوزان على موقع ألو سيني (الفرنسية)
- جاكلين سوزان على موقع أول موفي (الإنجليزية)
- جاكلين سوزان على موقع قاعدة بيانات برودواي على الإنترنت (الإنجليزية)
- جاكلين سوزان على موقع قاعدة بيانات برودواي على الإنترنت (الإنجليزية)
- جاكلين سوزان على موقع قاعدة بيانات الأفلام السويدية (السويدية)
- جاكلين سوزان على موقع إن إن دي بي (الإنجليزية)
- جاكلين سوزان على موقع قاعدة بيانات الفيلم (الإنجليزية)
- جاكلين سوزان على موقع كينوبويسك (الروسية)